# 마늘냉이
마늘냉이(학명: Alliaria petiolata 알리아리아 페티올라타[*])는 배추과의 두해살이 식물이다. 원산지는 남아시아, 중앙아시아에서 유럽, 북아프리카에 이르는 지역이다.

## 사진

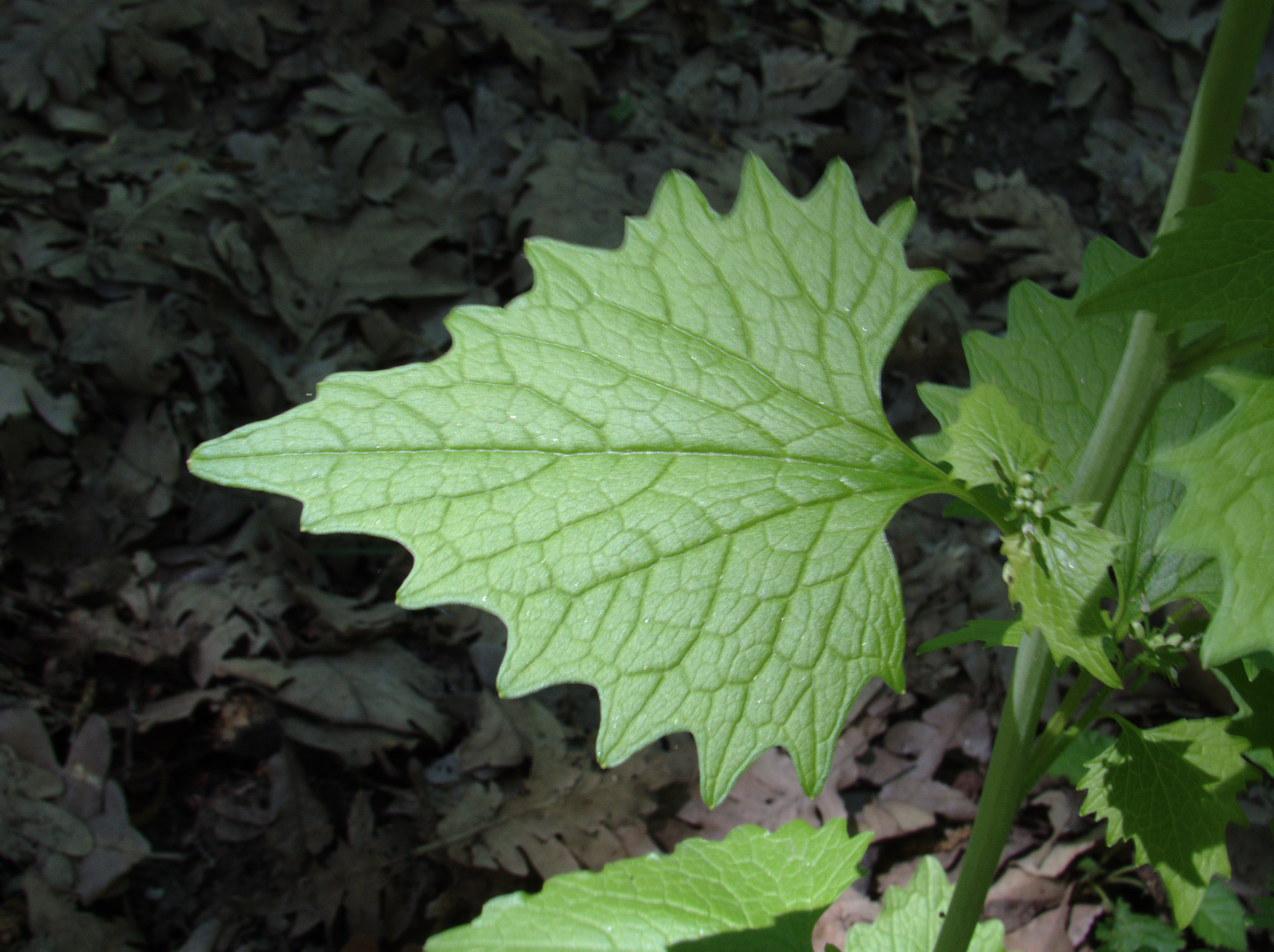
잎
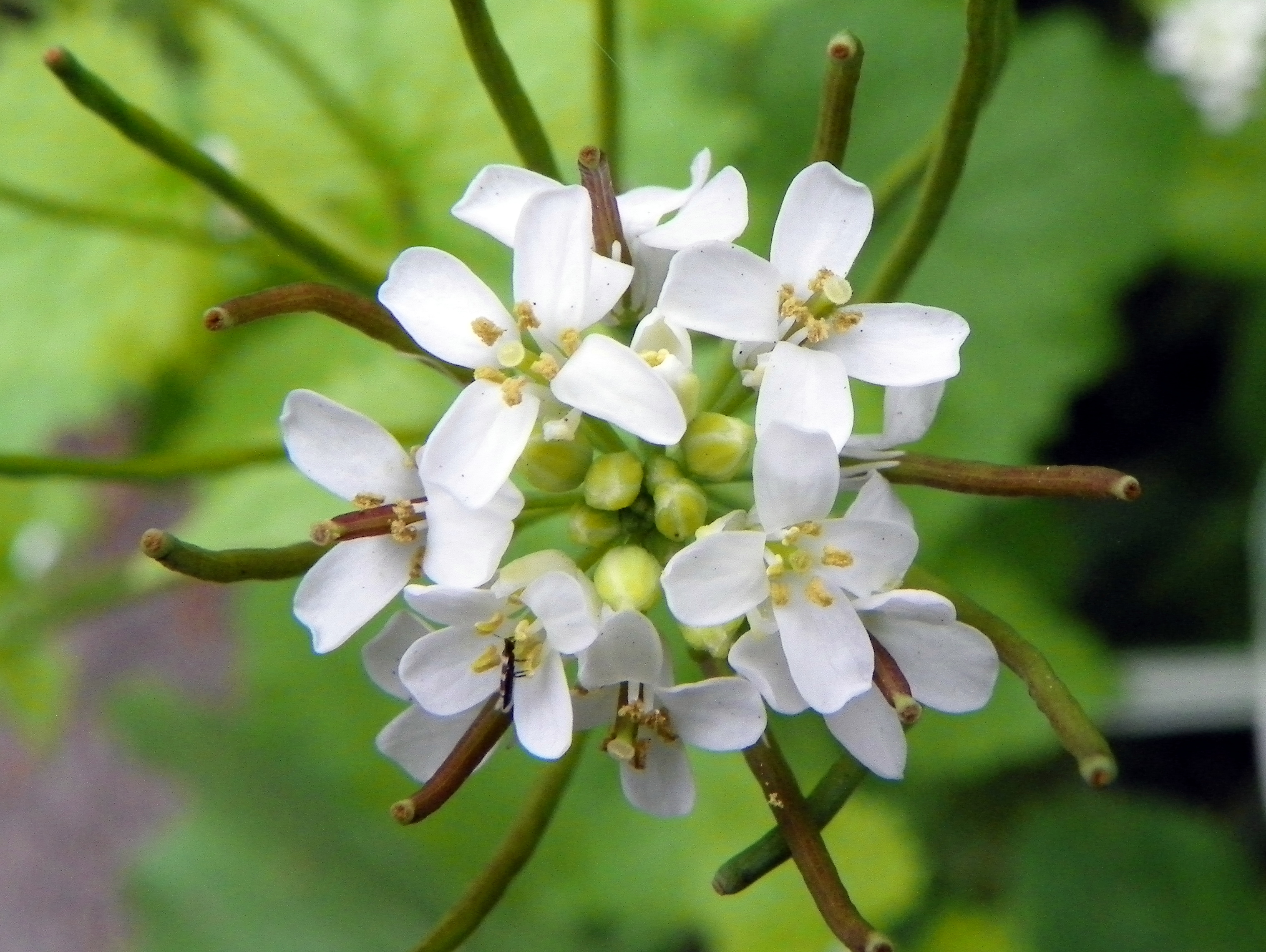
꽃
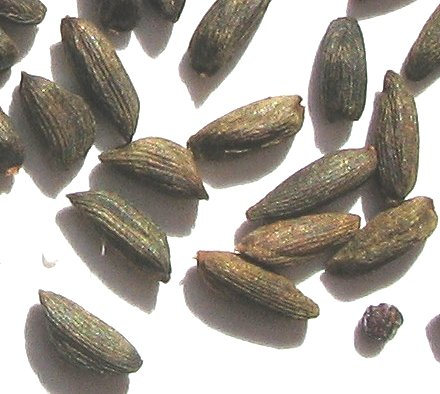
씨
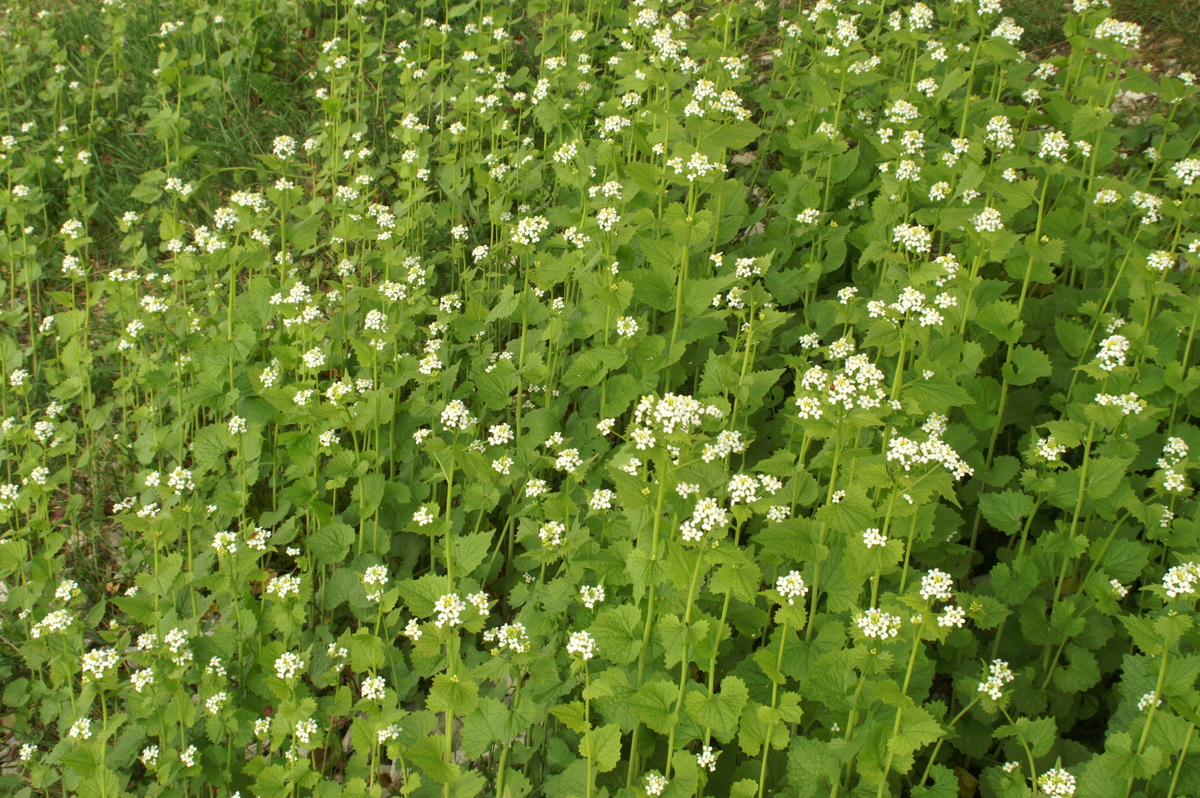
마늘냉이 군락